# Diocèse de Belfort-Montbéliard
Le diocèse de Belfort-Montbéliard (en latin : Dioecesis Belfortiensis-Montis Beligardi) est un diocèse de l'Église catholique en France.

## Histoire
Le diocèse, placé sous le patronage de saint Paul en sa conversion, a été érigé en 1979 par détachement d'une partie nord-est de l'archidiocèse de Besançon, pour deux raisons principales :
- L'archidiocèse de Besançon était trop étendu, ne permettant pas une présence de l'archevêque sur le terrain ;
- Le territoire de Belfort-Montbéliard-Héricourt forme une entité humaine particulièrement caractérisée par une forte densité industrielle.

L'évêque siège à Belfort, le pays de Montbéliard étant historiquement protestant. Néanmoins, une nouvelle maison du diocèse est établie à Trévenans dans l'espace médian entre Belfort et Montbéliard, à proximité des grands équipements nord francs-comtois (université, gare TGV et hôpital).
Le 25 mars 2015 est procédé à la désacralisation de l'église Notre-Dame-des-Anges de Belfort, fermée depuis 2010. Elle est détruite peu de temps après.
La messe chrismale du 30 mars 2015 est célébrée en l'église Sainte-Thérèse-du-Mont de Belfort.
Le 21 mai 2015, sur décision du pape François, l'abbé Dominique Blanchet, jusque-là vicaire général du diocèse d'Angers, est nommé évêque du diocèse, en remplacement de Claude Schockert, atteint par la limite d'âge.
Depuis son arrivée, Dominique Blanchet a entamé une série de visites pastorales dans les huit doyennés. En 2015, il a visité le doyenné de L'Isle-sur-le-Doubs - Pont-de-Roide. En 2016, il a visité les doyennés de Chèvremont, doyenné de Giromagny - Rougemont-le-Château, doyenné d'Héricourt et doyenné de Beaucourt - Delle,.
Le 13 décembre 2015, à la suite de la promulgation de l'année de la Miséricorde par le pape François, deux portes saintes sont ouvertes : une à la cathédrale de Belfort, une autre au prieuré de Chauveroche.
En 2016, la fête du diocèse est célébrée à Grand-Charmont, conclue par une messe à l'église saint-François-d'Assise.
À l'occasion des JMJ 2016 de Cracovie, un groupe de jeunes est constitué, étroitement liés aux groupes des diocèses de Besançon et de Saint-Claude. Deux concerts de soutien sont organisés à Danjoutin et Montbéliard en juin 2016.
Le 6 juin 2016, le prince Albert de Monaco effectue au cours de sa venue dans le territoire de Belfort une visite de l'église de Giromagny. Il est reçu par l'évêque, dans le cadre de la restauration de l'orgue.
Le 9 janvier 2021, Dominique Blanchet est nommé évêque de Créteil. Son successeur, Denis Jachiet, évêque auxiliaire de Paris,  est installé le 14 novembre 2021.

## Territoire
Le diocèse correspond à l'aire urbaine Belfort-Montbéliard-Héricourt-Delle qui s'étend sur trois départements : l'ensemble du département du Territoire de Belfort, le Pays de Montbéliard dans le Doubs et Héricourt dans la Haute-Saône. Ce territoire présente un caractère plus urbain, industriel et ouvrier que le reste de la Franche-Comté.

### Lieux

#### Lieux religieux
- Cathédrale Saint-Christophe de Belfort.
- Collégiale Notre-Dame de Saint Hippolyte (église ayant abrité le Saint-Suaire de Turin)
- Foyer spirituel de Chauveroche à Lepuix Gy.

#### Lieux administratifs
- Maison du Diocèse à Trévenans
- Maison des Mouvements à Belfort (quartier des Résidences)
- Maison des Œuvres à Montbéliard (centre-ville)

#### Lieu d'accueil
- Cure Saint-Denis à Belfort, accueil des pèlerins sur la route de Saint-Jacques-de-Compostelle[13].

## Administration

### Paroisses
Le Diocèse est divisé en sept doyennés et 36 paroisses.
Les communes indiqués en gras sont celles où sont situés les maisons paroissiales.
Doyenné de Beaucourt - Delle :
- Paroisse Sainte Thérèse de l'Enfant Jésus (Chavanatte, Chavannes-les-Grands, Courcelles, Courtelevant, Faverois, Florimont, Lepuix-Neuf, Réchésy, Suarce)
- Paroisse Notre Dame de Montrobert (Boron, Grandvillars, Joncherey, Thiancourt)
- Paroisse Sainte Anne (Croix, Delle, Lebetain, Saint-Dizier-l'Évêque, Villars-le-Sec)
- Paroisse Saint Jean-Paul II (Badevel, Beaucourt, Dampierre-les-Bois, Fêche-l'Église)
- Paroisse Saint François de Sales ( Bourgogne, Charmois, Froidefontaine, Méziré, Morvillars)

Doyenné de Belfort :
- Paroisse Saint Pierre (Argiésans, Bavilliers, Belfort quartier des Résidences, Belfort quartier de la Pépinière, Urcerey)
- Paroisse Saint Marc (Belfort quartier des Forges, Offemont, Valdoie, Vétrigne)
- Paroisse Saint Jean-Baptiste (Belfort centre-ville)
- Paroisse Mère Teresa (Cravanche, Essert, Belfort quartier du Mont)

Doyenné de Charmont - Montbéliard :
- Paroisse Saint Jean XXIII (Allenjoie, Étupes, Exincourt, Fesches-le-Châtel, Taillecourt).
- Paroisse Le Bon Pasteur (Brognard, Dambenois, Nommay, Sochaux, Vieux-Charmont)
- Paroisse Notre Dame de l'Unité (Bethoncourt, Grand-Charmont)
- Paroisse Saint Paul (Courcelles-lès-Montbéliard, Montbéliard, Sainte Suzanne)
- Paroisse Saint Michel (Bart, Bavans, Berche, Dampierre-sur-le-Doubs, Voujeaucourt)

Doyenné de Chèvremont :
- Paroisse Marie d'Espérance (Fontaine, Foussemagne, Frais, Lagrange, Larivière, Reppe, Vauthiermont)
- Paroisse Notre Dame de l'Assomption (Denney, Eguenigue, Lacollonge, Menoncourt, Phaffans, Roppe)
- Paroisse Sainte Trinité (Bessoncourt, Chèvremont, Fontenelle, Pérouse, Vézelois)
- Paroisse Saint François d'Assise (Autrechêne, Brebotte, Bretagne, Cunelières, Grosne, Montreux-Château, Novillard, Petit-Croix, Recouvrance, Vellescot)
- Paroisse Saint Étienne (Banvillars, Bermont, Botans, Châtenois-les-Forges, Dorans, Sevenans, Trévenans)
- Paroisse Saint Antoine le Grand (Andelnans, Danjoutin, Meroux-Moval)

Doyenné de Giromagny - Rougemont le Château :
- Paroisse de la Sainte Famille (Auxelles-Bas, Auxelles-Haut, Chaux, Giromagny, Lepuix, Riervescemont, Rougegoutte, Vescemont)
- Paroisse Saint Jean l'Évangéliste (Errevet, Évette-Salbert, Lachapelle-sous-Chaux, Sermamagny)
- Paroisse Sainte Madeleine (Anjoutey, Bourg-sous-Châtelet, Éloie, Étueffont, Grosmagny, Lamadeleine-Val-des-Anges, Petitmagny)
- Paroisse Saint Nicolas (Angeot, Bethonvilliers, Felon, Lachapelle-sous-Rougemont, Leval, Petitefontaine, Romagny-sous-Rougemont, Rougemont-le-Château, Saint-Germain-le-Châtelet)

Doyenné d'Héricourt :
- Paroisse Notre Dame du Paquis (Buc, Châlonvillars, Échenans-sous-Mont-Vaudois, Mandrevillars)
- Paroisse Saint Barnabé (Aibre, Allondans, Brevilliers, Bussurel, Chagey, Champey, Coisevaux, Couthenans, Dung, Échenans, Héricourt, Issans, Laire, Le Vernoy, Luze, Présentevillers, Raynans, Semondans, Saint-Julien-lès-Montbéliard, Tavey, Trémoins, Verlans, Vyans-le-Val)
- Paroisse Sainte Lucie (Arcey, Belverne, Chavanne, Courmont, Désandans, Faymont, Lomont, Saulnot, Sainte Marie, Villers-sur-Saulnot)

Doyenné d' Hérimoncourt - Mandeure :
- Paroisse Saint Éloi (Bondeval, Dasle, Montbouton, Seloncourt, Vandoncourt)
- Paroisse Jeanne-Antide Thouret (Abbévillers, Dannemarie, Glay, Hérimoncourt, Meslières, Thulay)
- Paroisse Saint Luc (Arbouans, Audincourt)
- Paroisse Notre Dame de Belchamp (Mandeure, Valentigney)

Doyenné de L'Isle sur le Doubs - Pont de Roide :
- Paroisse des Trois Rois (Accolans, Bournois, Étrappe, Faimbe, Gémonval, Geney, Mancenans, Marvelise, Onans, Pompierre-sur-Doubs, Soye)
- Paroisse Sainte Bernadette (Appenans, Blussangeaux, Blussans, Hyémondans, La Prétière, Lanthenans, L'Isle-sur-le-Doubs, Médière, Rang, Sourans)
- Paroisse Notre Dame de la Paix (Beutal, Bretigney, Colombier-Fontaine, Écot, Étouvans, Longevelle-sur-Doubs, Lougres, Montenois, Saint-Maurice-Colombier, Villars-sous-Écot)
- Paroisse Notre Dame de Chatey (Bief, Bourguignon, Dambelin, Dampjoux, Feule, Goux-lès-Dambelin, Mathay, Neuchâtel-Urtière, Noirefontaine, Pont-de-Roide-Vermondans, Rémondans-Vaivre, Solemont, Villars-sous-Dampjoux)
- Paroisse Notre Dame du Mont (Autechaux-Roide, Blamont, Chamesol, Écurcey, Glère, Liebvillers, Montancy, Montécheroux, Montjoie-le-Château, Pierrefontaine-lès-Blamont, Roches-lès-Blamont, Soulce-Cernay, Saint Hippolyte, Vaufrey, Villars-lès-Blamont)

### Services diocésains
- Service des vocations
- Sectes et nouvelles croyances
- Pastorale de la santé
- Pastorale de la communication
- RCF Belfort Montbéliard
- Pastorale des personnes handicapées
- Pastorale des détenus
- Pastorale des familles
- Pastorale des forains
- Pastorale des jeunes
- Pastorale liturgique et sacramentelle
- Pastorale des migrants
- Œcuménisme
- Mission ouvrière
- Mission étudiante
- Catéchèse
- Centre de documentation
- Solidarité
- Formation au ministère presbytéral
- Commission art sacré
- Commission évangélisation
- Groupe interreligieux
- Diaconat permanent
- Catéchuménat
- Entraide sacerdotale
- Formation permanente
- Observatoire monde socio-économique

Les services suivants sont inter diocésains : Officialité ; Pèlerinages ; Hospitalité Notre Dame de Lourdes ; Séminaires ; Formation à la responsabilité.

### Aumôneries
- Aumônerie des prisons (prison de Belfort et prison de Montbéliard)
- Aumônerie des hôpitaux (Hôpital Nord Franche-Comté)
- Aumônerie des migrants
- Aumônerie des maisons de retraite
- Aumônerie militaire

### Mouvements
- Vivre ensemble l'Évangile aujourd'hui (VEA)
- Vivre et aimer
- Secours Catholique
- Renouveau charismatique Notre Dame
- Construire l'amour
- Jeunesse Ouvrière Chrétienne (JOC)
- Jeunes professionnels (JPOD)
- Groupe de prière "Génération louange"
- Groupe de prière "Christ Miséricordieux"
- Groupe de prière "Marie Espérance"
- Communauté de l'Emmanuel
- Action Catholique des Femmes (ACF)
- Action Catholique des Enfants (ACE)
- Scouts d'Europe
- Action Catholique dans les Milieux Sanitaires et Sociaux (ACMSS)
- Association Familiale Catholique (AFC)
- Société saint Vincent de Paul
- Eccleria, anciennement Mouvement chrétien des cadres et dirigeants (MCC)
- Focolari
- Mouvement Chrétien des retraités (MCR)
- Action Catholique des milieux indépendants (ACI)
- Action Catholique Ouvrière (ACO)
- Chrétiens dans le Monde Rural (CMR)
- Mouvement Rural de Jeunesse Chrétienne (MRJC)
- Mouvement Eucharistique des jeunes (MEJ)
- Scouts de France
- Monastère Invisible
- Fraternité Marianiste
- Fraternité Franciscaine
- Fraternité Charles de Foucauld
- Groupe "Bible et tradition orale Saint Marc"
- Équipe du Rosaire
- Équipe Notre Dame
- Fraternité Chrétienne des Personnes Malades et Handicapées (FCPMH)
- Action des Chrétiens pour l'Abolition de la Torture (ACAT)
- Groupe Adoration
- Élus politiques[Qui ?]
- CCFD-Terre solidaire, anciennement Comité Catholique contre la Faim et pour le Développement (CCFD)
- Espérance et Vie
- Association des Parents d'enfant Handicapés

## Les évêques du diocèse de Belfort-Montbéliard
- Eugène Lecrosnier (1979-2000)
- Claude Schockert (2000-2015)
- Dominique Blanchet (2015-2021)
- Denis Jachiet (2021- )

## Clergé
Le clergé du diocèse se compose[Quand ?] comme suit :
- deux évêques (1 ordinaire et 1 émérite)
- 89 prêtres dont 45 assurant leur service dans le diocèse ; 44 n'ayant pas d'apostolat (prêtres retirés...) ou ayant une mission dans un autre diocèse. Un vicaire général parmi ces 89 prêtres.
- 14 diacres.

Le diocèse compte aussi :
- un candidat admis au diaconat permanent.
- trois séminaristes (dont 2 Indiens).

En 2019, il y a eu deux ordinations sacerdotales pour le diocèse.

## Communautés religieuses
Listes des différents ordres et congrégations dans le diocèse :
hommes
- Religieux prémontrés

femmes
- Amantes de la Croix
- Sœurs de Saint Augustin
- Sœurs de l'Alliance
- Sœurs de la Providence de Portieux
- Sœurs de la Divine Providence de Ribeauvillé

## Pastorale de la Communication
Le diocèse est doté de deux revues : Parmi Nous, revue trimestrielle sur l'actualité des paroisses par doyenné ; Vie Diocésaine, revue mensuelle sur l'actualité diocésaine.
Un site internet est aussi à la disposition des internautes.
Le diocèse est aussi couvert par la radio RCF Besançon dont une antenne locale est installée à la Maison des Œuvres de Belfort.

## Rite
Dans le diocèse, toutes les messes sont célébrées dans le rite romain, selon la forme de la messe de Vatican II. Seule une messe tridentine est célébrée le dimanche dans la paroisse Saint-Jean-Baptiste par un prêtre de la fraternité sacerdotale Saint-Pierre de Besançon, à la chapelle du cimetière de Brasse.

## Sources
- Site officiel du diocèse
- Annuaire diocésain édition 2016